# Berkeley Media Studies Group
El Berkeley Media Studies Group (BMSG) realiza investigaciones sobre la influencia de los medios de comunicación en la salud pública y los problemas sociales. Normalmente trabaja en conjunto con grupos comunitarios, periodistas y profesionales de la salud pública para usar «el poder de los medios» para promover políticas públicas saludables. Su objetivo es que sus investigaciones puedan ser usadas para apoyar los esfuerzos de los medios y las políticas de los defensores de la salud pública. Fue fundada en 1993 en Berkeley, California, por Lawrence Wallack, entonces profesor de salud pública en la Universidad de California en Berkeley, y Lori Dorfman. Es un proyecto del Instituto de Salud Pública de Oakland, California.